# Castell de Cantepau (Albi)
El château de Cantepau és un château situat a Albi, França.

## Localització
El château està situat al departament francès del Tarn, a la localitat d'Albi, al districte del mateix nom, a la riba del riu Tarn.

## Història
L'edifici, sens dubte, va ser construït per la família Delecouls, una família d'Albi que durant els segles segle xvii i segle xviii van ser un grans terratinents de la zona. Se sap que en 1746, Jean-Pierre Delecouls va fer construir una capella en una de les torres, i va portar un capellà. Poc després, la família va adquirir els terrenys del seu veí Lévizac. El castell va romandre en la descendència de la famíla Delecouls fins al 1878, quan va ser venuda a una família d'Albi.
Una companyia d'habitatge públic el va comprar el 1969. Les terres agrícoles es van parcel·lar i es va construir l'actual barri de Cantepau. El castell es va tancar i posteriorment va ser saquejat.
En 1984, va ser reassignat a la ciutat d'Albi, en el context de la creació de la zona comercial Cantepau. Durant aquell temps va desaparèixer els estucs del gran saló que representaven instruments musicals, les portes esculpides, els panells i les xemeneies de marbre. Es va vendre a un particular el 2006 i està previst la seva rehabilitació.
El château està parcialment registrat com a monument històric des del 17 de juliol de 1978.

## Arquitectura
L'actual edifici va ser remodelat diverses vegades. Les façanes són de maó, amb finestres modernes (XVIII) que reemplacen les velles finestres geminades, encara visibles en el «calabós» i en les façanes posteriors. Dues torres limiten la façana principal. El sostre està adornat amb una bella cornisa.
A l'interior, diverses habitacions tenen xemeneies monumentals de maó, amb un o dos escuts d'armes antigament pintats. Una altra gran sala, amb el seu sostre de l'estil francès, tenia bells estucs de l'època de Lluis XVI sobre les portes, actualment desapareguts. L'escala està construïda sobre una planta rectangular, i les seves entrades estan marcades amb arcs de mig punt.